# Tura mesopotamica
Tura mesopotamica là một loài chân đều trong họ Porcellionidae. Loài này được Taiti & Ferrara miêu tả khoa học năm 1985.